# پارک زرنگار

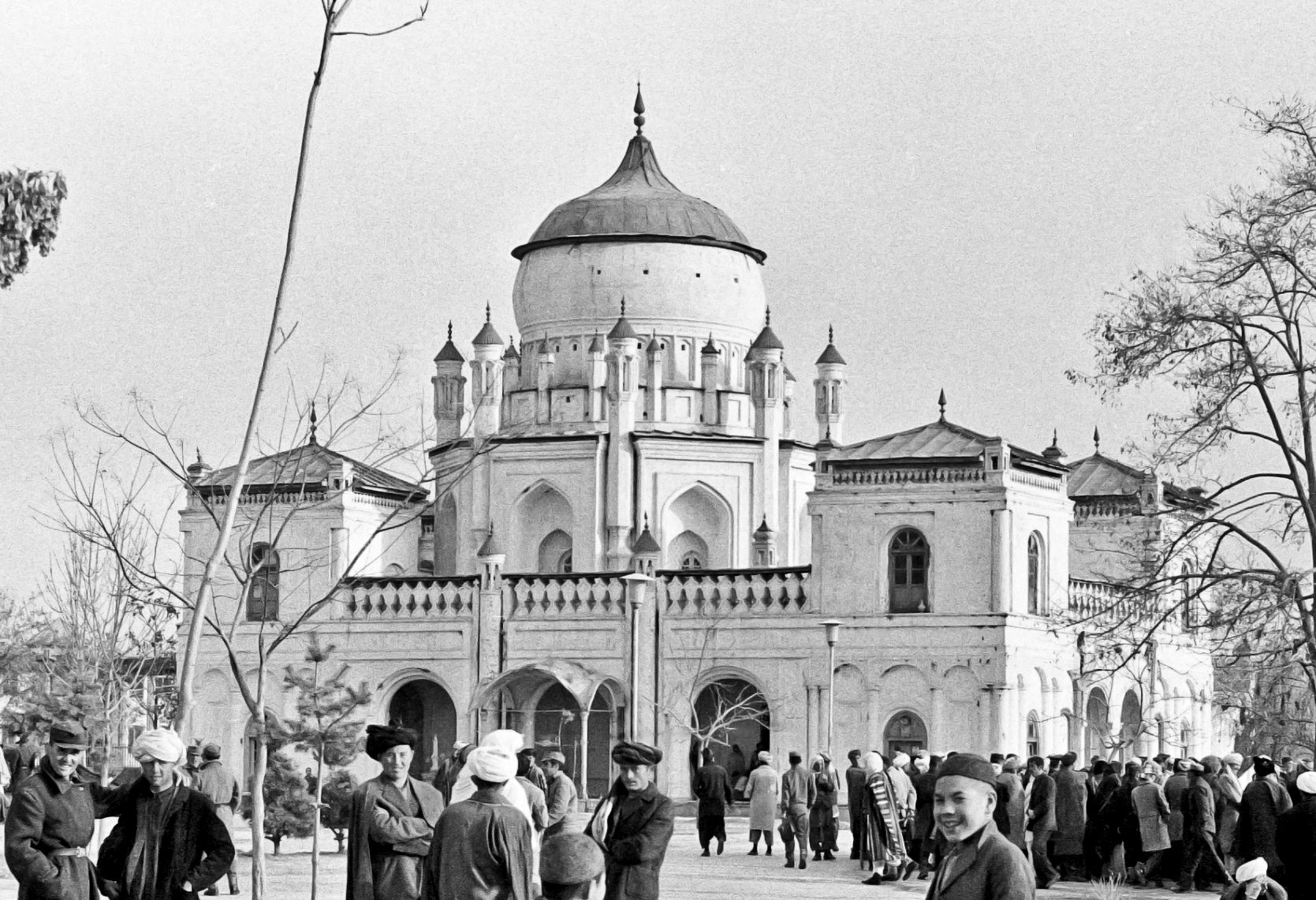
مقبره پارک زرنگار

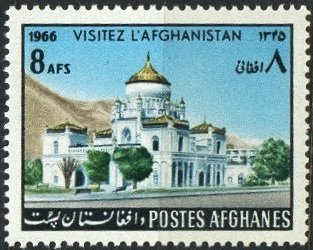
تمبر پستی ۱۹۶۶ که ساختمان عبدالرحمان‌خان را به تصویر می کشد

پارک زرنگار (دری: پارک زرنگار) یک پارک شهری در مرکز کابل، افغانستان، در شمال رود کابل است. این پارک، یک مکان دیدنی، دارای یک تپه سبز در مرکز خود با درختان و تزئین شده با گل است. یک غرفه بزرگ برای استراحتگاه به نام عبدالرحمن‌خان در پارک قرار دارد.

## تاریخچه
در اواخر دهه ۱۹۵۰ پس از تخریب چندین ساختمان دولتی، پارک زرنگار در این مکان توسط دولت توسعه یافت. حدود ۵۰ میلیون افغانی برای توسعه این پارک در مرکز شهر هزینه شد. نام «زرنگار» (دری: زرنگار به معنای آراسته به طلا) از کوشکی گرفته شده که از قرن نوزدهم در اینجا وجود داشت.
این پارک به محلی بسیار جذاب برای غیرنظامیان و دانش آموزان محلی تبدیل شد که در چمن‌ها و نیمکت‌ها همدیگر را ملاقات می‌کردند یا در آنجا استراحت می‌کردند.

## مقبره
پاویون داخل پارک در حدود سال ۱۸۹۲ توسط امیر وقت افغانستان، عبدالرحمن‌خان، توسط معماران قندهار طراحی شده است. این خانه به عنوان مهمان‌خانه شخصی بود. پس از مرگ رحمان، پسرش حبیب‌الله خان تصمیم گرفت او را در اینجا دفن کند.
عهدنامه تاریخی ۱۹۲۱ بین افغانستان در زمان امان‌الله خان و انگلستان که در ادامه پیمان راولپندی بود، در این قصر به امضا رسید. سر هنری دابز رهبری هیئت بریتانیایی را برعهده داشت و محمود طرزی رهبری طرف افغان را بر عهده داشت.
این مقبره در سال ۲۰۰۵ توسط مرکز فرهنگی آقاخان بازسازی شد.

## موقعیت
بین چندین جاده اصلی و نقاط دیدنی شهر واقع شده است. در ضلع غربی آن هتل اسپینزار و ساختمان‌های وزارت اطلاعات و آموزش و پرورش، در شمال دبیرستان فرانسوی استقلال قرار دارد و در شرق هتل سابق کابل با پارک کوچک خود قرار داشت. از سال ۲۰۱۲، مسجد عبدالرحمن در جنوب غربی پارک ساخته شد.